# 爱德华·阿尔弗雷德·明钦
爱德华·阿尔弗雷德·明钦（英語：Edward Alfred Minchin，1866年2月26日—1915年9月30日）是一位英国动物学家，专攻海绵和原生动物，1899至1906年任伦敦大学学院乔德雷尔动物学和比较解剖学教授，1911年当选皇家学会会士。